# Секелая
Секелая (рум. Săcălaia) — село у повіті Клуж в Румунії. Входить до складу комуни Фізешу-Герлій.
Село розташоване на відстані 327 км на північний захід від Бухареста, 32 км на північний схід від Клуж-Напоки.

## Населення
За даними перепису населення 2002 року у селі проживали 230 осіб, усі — румуни. Усі жителі села рідною мовою назвали румунську.